# پیر اویترهوون
پیر اویترهوون (فرانسوی: Pierre Uytterhoeven‎) یک نویسنده و فیلم‌نامه‌نویس اهل بلژیک است.
او در سال ۱۹۶۶ میلادی به همراه کلود للوش، بابت نگارش فیلم‌نامهٔ برای زندگی، زندگی کن، برندهٔ جایزه اسکار بهترین فیلم‌نامه غیراقتباسی شد.
در سال ۲۰۱۸، او به عضویت آکادمی علوم و هنرهای سینما منصوب شد که سالانه جوایز اسکار را اهدا می‌کند.